# Line Myers
Line Ryborg Myers (født Line Ryborg Jørgensen 31. december 1989 i Hvidovre) er en tidligere dansk håndboldspiller der spillede højre back. Hun begyndte i august 2009 at læse Idræt og sundhed på Odense Universitet.
Hun begyndte at spille håndbold som 3-årig i Hvidovre IF og skiftede som 12-årig til BK Ydun på Frederiksberg. Line Jørgensen fik debut på det danske A-landshold den 16. oktober 2007 under GF World Cup i Aarhus. Få dage før Europamesterskaberne 2010 på hjemmebane, havde hun i alt spillet 37 kampe og scoret 103 mål for nationalmandskabet. I 2012 blev hun udnævnt som ny anfører på det danske landshold. I 2013 var hun med til at vinde bronze medaljer ved VM i Serbien. Det var de første medaljer de danske kvinder havde vundet i ni år. Danmark slog Polen i bronzekampen 30-26.
Hun var med til at vinde det danske mesterskab tilbage i 2015, sammen med FC Midtjylland Håndbold, efter finalesejre over Team Esbjerg. Året efter, vandt hun for første gang EHF Champions League, sammen med rumænske CSM Bucuresti og blev senere kåret til æresborger i den rumænske hovedstad Bukarest. Efter tre sæsoner i den rumænske hovedstad skiftede hun i sommeren 2018 til den danske topklub Team Esbjerg, med hvem hun spillede yderligere fire sæsoner for inden karrierestoppet i 2022.
Herefter blev hun ansat som talenttræner i Dansk Håndbold, for U15- og U17-spillere. Hun stillede desuden op til Kommunalvalget i Esbjerg Kommune 2021, for lokalpartiet Borgerlisten i Esbjerg. Hun blev dog ikke valgt ind i byrådet.